# Настоящий эль

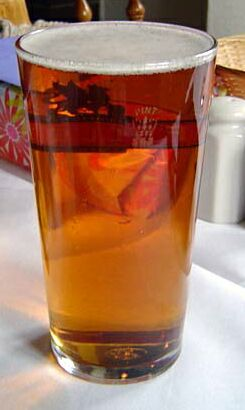
Пинта настоящего эля.

Настоя́щий эль (англ. real ale) — это название, придуманное организацией CAMRA (Кампанией за настоящий эль) для алкогольного напитка, определённого следующим образом: «пиво, сваренное из традиционных ингредиентов, выдержанное при помощи вторичной ферментации в контейнере, из которого оно разливается и подаётся без использования поступающего извне диоксида углерода (углекислого газа)». Такой термин используется исключительно в Великобритании.

## Бочковый эль
Бочковый эль или выдержанное в бутылке пиво иногда называется настоящим элем, хотя в терминах определения, данного CAMRA, не все бочковые или выдержанные в бутылке эли являются настоящими элями; в частности, некоторые пивоварни в американском стиле могут использовать диоксид углерода во время процесса подачи, что должно лишать это пиво права назваться настоящим элем.

## Фильтрованное пиво
Основное различие между настоящим элем и другими элями заключается в том, что дрожжи всё ещё присутствуют и живут в контейнере, из которого настоящий эль подаётся, хотя они и оседают на дне и обычно не попадают в стакан. Из-за этого медленный процесс ферментации продолжает протекать в бочке или бутылке на пути к потребителю, позволяя пиву поддерживать его свежесть. Другое различие заключается в том, что настоящий эль должен разливаться без помощи добавляемого углекислого газа (этот процесс также называют верхним давлением). Общие методы розлива напитка — это ручной насос или непосредственно из бочки за счёт силы тяжести. Иногда можно встретить электрические насосы, особенно в Шотландии. Бочковые эли, которые остаются «свежими» за счёт воздухообменных механизмов бочек, не считаются настоящими элями. Воздухообменный механизм бочки добавляет углекислый газ в бочку для замещения пива по мере того как оно разливается, чтобы увеличить срок его хранения.

## CAMRA
Это выражение (настоящий эль) интенсивно продвигалось организацией CAMRA для того, чтобы привлечь внимание СМИ в Британии с 1970-х годов, когда осталось очень мало независимых пивоварен и основное производство переключилось на фильтрованные и пастеризованные эли, разливаемые при помощи углекислого газа. И часто упоминается во время разговоров про эль.